# ليو إتش هيلي
ليو إتش هيلي (بالإنجليزية: Leo H. Healy)‏ هو قاضي ومحامي أمريكي، ولد في 4 يوليو 1894، وتوفي في 1962.